# Guy Ropartz
Guy Ropartz (Guingamp, Bretanya, 15 de juny de 1864 - Lanloup, Bretanya, 22 de novembre de 1955) fou un compositor bretó.
Estudià al Conservatori de París tenint per mestres a Cesar Franck, Jules Massenet i Théodore Dubois. A més, cursà, els estudis literaris en el Col·legi de Sant Xavier de Vannes, en la Universitat catòlica d'Angers i en la Facultat de dret de Rennes, llicenciant-se en aquesta en dret. El 1906 el citat Conservatori li atorgà el premi Cressent. Fou director de l'Escola de Música de Nancy (sucursal del Conservatori Nacional) i membre de la Societat Nacional de Música, de la d'Autors dramàtic, etc. Des de 1919 fou director del Conservatori d'Estrasburg.

## Anàlisi tècnica
La música de Ropartz, resta impregnada d'un fort sabor bretó, país originari de l'autor, efectista, molt original i de brillant instrumentació, s'adapta millor al gènere simfònic que al dramàtic, el que explica la preferència de Ropartz pel primer.
Entre les seves més notables produccions cal citar:
- Le diable couturier (1888);
- Pêcheurs d'Islande (1893);
- Laments;
- Les Landes;
- Cinq pièces brèves;
- Carnaval;
- Dimanche breton;
- Première symphonie;
- Psaume 136;
- Fantaisie en ré majeur;
- Deuxième symphonie;
- La cloche des morts;
- Troisième symphonie;
- Pastoral et danses (1907), etc.;
- Quatuor;
- Adagio;
- Pièce en si mineur (a dos pianos);
- Ouverture, variations et finale, etc,.
- Sous bois;
- Le petit enfant;
- Prière;
- Si j'ai parlé;
- Berceuse;
- Quatre poèmes;
- La légende de Saint-Nicolas;
- Le temps de Saintes;
- Chant d'automne, etc.;
- Offertoire pascal;
- Fugue en mi;
- Sur un thème breton;
- Offertoire funèbre;
- Prière pour les trépassés, etc.;
- Kyrie, Ave verum;
- Subtuum;
- Tu es Petrus;
- Ego sum;
- Le Pays, drama líric;
- Quarte Simfonie;
- A Marie endormie;
- La chasse du Prince Arthur;
- Soir sur les chaumes, per a orquestra;
- Musiques du jardin,
- Croquis d'été, per a piano, i diverses melodies vocals.

També és autor d'algunes obres literàries: 
- Adagiettes (1888);
- Modes miners (1889);
- Intermezzo (1890);
- Les nuances (1892), totes elles escrites en vers.

En prosa va escriure:
- Victor Massé (1886);
- Notations artístiques (1891);
- La Batte (1891), etc.